# بیولوت کورکماز
بیولوت کورکماز (انگلیسی: Bülent Korkmaz؛ زادهٔ ۲۴ نوامبر ۱۹۶۸) یک بازیکن فوتبال اهل ترکیه است.
وی همچنین در تیم ملی فوتبال ترکیه بازی کرده‌است.